# Trstěnice (Moravia meridionale)
Trstěnice è un comune della Repubblica Ceca facente parte del distretto di Znojmo, in Moravia Meridionale.